# The Memory of Water
The Memory of Water is een compositie voor twee violisten en strijkensemble van de Brit David Sawer.
Sawer heeft deze compositie in twee varianten "opgeleverd":
1. een versie (1) voor 2 violen en 11 solo strijkers;
2. een versie (2) voor 2 violen en strijkorkest.

Net als in zijn composities Byrnan Wood en Tiroirs probeert Sawer iets te ontleden, wat maar niet wil lukken, aangezien het te ontleden object steeds verandert. In Byrnan Wood is het een leger, in Tiroirs een ladekast; in The Memory of Water is het een enorme plas water.

Die watermassa ziet eruit alsof er niets wijzigt; echter door golfjes, heen en weer kabbelen verandert het uiterlijk steeds. Ook hier speelt een concentratieprobleem; het water verandert zo snel en continu, dat je het als kijker niet doorhebt.
     
Hetzelfde geldt in gelijke mate voor herinneringen; deze duiken soms onverwachts op; soms als je ze nodig hebt komen ze niet. Daarnaast worden herinneringen geïnterpreteerd en herinterpreteerd, zodat daarin ook een vastheid ontbreekt.
Het levert net als in de andere genoemde werken van deze composnit een fragmentarische compositie op. De compositie van 12 minuten is in opdracht geschreven van de Birmingham Contemporary Music Group, een kamermuziekensemble met musici uit het City of Birmingham Symphony Orchestra.

## Bron
- Uitgave NMC Recordings